# 1685 Toro
1685 Toro è un asteroide near-Earth appartenente al gruppo Apollo del diametro medio di circa 3,4 km. Scoperto nel 1948, presenta un'orbita caratterizzata da un semiasse maggiore pari a 1,3676048 au e da un'eccentricità di 0,4360652, inclinata di 9,38065° rispetto all'eclittica.
Il meteorite Sylacauga, schiantatosi nel 1954 in Alabama, si è probabilmente staccato da questo asteroide, come hanno fatto supporre le sue analisi orbitali.
L'asteroide, così come 1580 Betulia, è dedicato a Betulia Toro Herrick, moglie dell'astronomo statunitense Samuel Herrick.